# José Agustín Silva Michelena
José Agustín Silva Michelena (Caracas, 9 de junio de 1934 - Caracas, 8 de diciembre de 1986) fue un sociólogo y antropólogo venezolano, profesor e investigador de la Universidad Central de Venezuela (UCV). Es reconocido por su contribución al desarrollo de las ciencias sociales y en los estudios del desarrollo. 

## Biografía
En 1956 egresó de la carrera de Sociología y Antropología en la Universidad Central de Venezuela (UCV) con la mención Summa cum laude. Un año después culminó una Maestría en Sociología Rural en la Universidad de Wisconsin, en los Estados Unidos, y en ese mismo país obtuvo en 1968, el título de Doctor en Ciencias Políticas en el Instituto Tecnológico de Massachusetts. A partir de 1957 inició sus actividades docentes y de investigación en la Universidad Central de Venezuela, donde participó como profesor de pregrado en la Escuela de Sociología y Antropología y como profesor investigador en el Centro de Estudios del Desarrollo (CENDES), hasta 1983 cuando se jubiló como Profesor Titular Emérito. Tuvo una activa participación en la creación y posterior consolidación del CENDES, institución de la cual fue director (1979-1983) y en la que desplegó una intensa actividad de investigación, la cual tuvo una gran influencia en las ciencias sociales latinoamericana en la década de 1970. Entre sus trabajos más emblemáticos se señalan el estudio de conflicto y consenso (Conven) y los estudios sobre estilos de desarrollo que emprendió junto con Oscar Varsavski.
Falleció en Caracas, el 8 de diciembre de 1986.

## Distinciones
Su labor académica le hizo merecedor en 1976 de la Condecoración Orden Andrés Bello; en 1978 recibió el Premio nacional de investigación social, otorgado por el Consejo Nacional de Investigaciones Científicas (CONICIT) y también la Condecoración Orden José María Vargas, otorgada por la Universidad Central de Venezuela; y en 1981 recibió nuevamente dos reconocimientos: el CONICIT le concedió el Premio Nacional de Ciencia y la Presidencia de la República le impuso la Condecoración Orden Francisco de Miranda.[2]